# 迴避 (倫理學)
在伦理学中， 迴避行为是通过陈述不相关的事情，從而导致错误结论，從中扭曲了現實情況而形成欺骗行为。例如，一个人聽到了對方的聲音，從而得知另一个房间有其他人。但在回答问题时说：“我没有看見他”，从而错误地暗示了他不知道房間有人。 
迴避可以為一种履行義務的方式。這是说出了真實情況（他只是聽到了聲音，並沒有看到對方），但同时又对那些无权知道真相的人保密（提問者理解作房間沒有人）。迴避与模棱两可及意義保留息息相关，实际上，有些陈述属于这两种情況。 

## 问题迴避
迴避问题是一种修辞手法，涉及有意避免回答问题。当被询问者不知道答案并想避免尴尬时，或者在辯論被询问并希望避免直接回答問題時，就会发生这种情况。  有时可以幽默地使用明显的问题回避，以避开政治讨论中公开答案：当记者问理查德·J·戴利市长为何休伯特·汉弗莱在1968年总统大选中失去伊利诺伊州时，戴利回答说：「输了，因为他没有得到足够的选票。”  避开问题的目的通常是使问题看起来已经解决，让提出问题的人对答案感到满意，而没有意识到问题没有得到正确回答。然而在既定觀點問題中，提問題者常常會要求直接回答是或否，這時迴避问题可能会被视为一种轻蔑的策略。 一种常见的解決方法是乾脆不回答问题，或是对问题背后的假设提出质疑。

## 迴避技术
彼得·布尔（Peter Bull）确定了以下迴避问题的技巧：
1. 忽略问题
2. 确认问题但不回答
3. 通过以下方式质疑问题： 
  1. 要求澄清
  2. 将问题反映给提问者，例如说“你告诉我”
4. 通过攻击这个问题： 
  1. “该问题未能解决重要问题”
  2. “问题是假设性的或推测性的”
  3. “问题基于错误的前設 ”
  4. “问题实际上是不正确的”
  5. “问题包括引号错误”
  6. “问题包括上下文中的引号”
  7. “这个问题令人反感”
  8. “问题基于错误的选择”
5. 攻击发问者
6. 拒绝回答： 
  1. 以无能为由拒绝
  2. 不愿意回答
  3. “我不能为别人说话”
  4. “暂时无法回答问题”
  5. 訴諸无知
  6. 回應對方的责任

## 參看
- 謬誤
- 倫理學